# Dirka po Italiji 2005
Dirka po Italiji 2005 (italijansko Giro d'Italia 2005) je 88. izvedba dirke po Italiji, tritedenske moške cestne kolesarske etapne dirke. Začela se je 7. maja v Reggiu Calabria in končala 29. maja v Milanu. Sodelovalo je 198 kolesarjev iz 22-ih ekip. Rožnato majico je drugič osvojil Paolo Savoldelli (Discovery Channel), drugo mesto Gilberto Simoni (Lampre-Caffita), tretje pa José Rujano (Colombia–Selle Italia). Vijolično majico je osvojil Paolo Bettini (Quick-Step–Innergetic), zeleno majico José Rujano (Colombia–Selle Italia), modro majico pa Stefano Zanini (Quick-Step–Innergetic).

## Ekipe
ProTeams
- Bouygues Télécom
- Cofidis
- Crédit Agricole
- Davitamon–Lotto
- Discovery Channel
- Domina Vacanze
- Euskaltel-Euskadi
- Fassa Bortolo
- Française des Jeux
- Gerolsteiner
- Illes Balears–Caisse d'Epargne
- Lampre-Caffita
- Liberty Seguros-Würth
- Liquigas-Bianchi
- Phonak
- Quick-Step–Innergetic
- Rabobank
- Saunier Duval–Prodir
- Team CSC
- T-Mobile Team

UCI Professional Continental teams
- Ceramica Panaria–Navigare
- Colombia–Selle Italia

## Etape
| Etapa | Datum   | Štart/Cilj                             | Razdalja    | Tip         | Tip                  | Zmagovalec                |             |
| ----- | ------- | -------------------------------------- | ----------- | ----------- | -------------------- | ------------------------- | ----------- |
| P     | 7. maj  | Reggio Calabria                        | 1,15 km     |             | posamični kronometer | Brett Lancaster (AUS)     |             |
| 1     | 8. maj  | Reggio Calabria – Tropea               | 208 km      |             | ravninska etapa      | Paolo Bettini (ITA)       |             |
| 2     | 9. maj  | Catanzaro Lido – Santa Maria del Cedro | 182 km      |             | ravninska etapa      | Robbie McEwen (AUS)       |             |
| 3     | 10. maj | Diamante – Giffoni Valle Piana         | 205 km      |             | ravninska etapa      | Danilo Di Luca (ITA)      |             |
| 4     | 11. maj | Giffoni Valle Piana – Frosinone        | 211 km      |             | ravninska etapa      | Luca Mazzanti (ITA)       |             |
| 5     | 12. maj | Celano – L'Aquila                      | 223 km      |             | hribovita etapa      | Danilo Di Luca (ITA)      |             |
| 6     | 13. maj | Viterbo – Marina di Grosseto           | 153 km      |             | ravninska etapa      | Robbie McEwen (AUS)       |             |
| 7     | 14. maj | Grosseto – Pistoia                     | 211 km      |             | hribovita etapa      | Koldo Gil (ESP)           |             |
| 8     | 15. maj | Lamporecchio – Firence                 | 45 km       |             | posamični kronometer | David Zabriskie (USA)     |             |
| 9     | 16. maj | Firence – Ravenna                      | 139 km      |             | ravninska etapa      | Alessandro Petacchi (ITA) |             |
|       | 17. maj | dan počitka                            | dan počitka | dan počitka | dan počitka          | dan počitka               | dan počitka |
| 10    | 18. maj | Ravenna – Rossano Veneto               | 212 km      |             | ravninska etapa      | Robbie McEwen (AUS)       |             |
| 11    | 19. maj | Marostica – Zoldo Alto                 | 150 km      |             | gorska etapa         | Paolo Savoldelli (ITA)    |             |
| 12    | 20. maj | Alleghe – Rovereto                     | 178 km      |             | hribovita etapa      | Alessandro Petacchi (ITA) |             |
| 13    | 21. maj | Mezzocorona – Urtijëi                  | 218 km      |             | gorska etapa         | Iván Parra (COL)          |             |
| 14    | 22. maj | Neumarkt – Livigno                     | 210 km      |             | gorska etapa         | Iván Parra (COL)          |             |
| 15    | 23. maj | Villa di Tirano – Lissone              | 154 km      |             | ravninska etapa      | Alessandro Petacchi (ITA) |             |
|       | 24. maj | dan počitka                            | dan počitka | dan počitka | dan počitka          | dan počitka               | dan počitka |
| 16    | 25. maj | Lissone – Varazze                      | 210 km      |             | ravninska etapa      | Christophe Le Mével (FRA) |             |
| 17    | 26. maj | Varazze – Limone Piemonte              | 194 km      |             | gorska etapa         | Ivan Basso (ITA)          |             |
| 18    | 27. maj | Chieri – Torino                        | 34 km       |             | posamični kronometer | Ivan Basso (ITA)          |             |
| 19    | 28. maj | Savigliano – Sestriere                 | 190 km      |             | gorska etapa         | José Rujano (VEN)         |             |
| 20    | 29. maj | Albese con Cassano – Milano            | 119 km      |             | ravninska etapa      | Alessandro Petacchi (ITA) |             |
|       | Skupaj  | Skupaj                                 | 3447,15 km  | 3447,15 km  | 3447,15 km           | 3447,15 km                | 3447,15 km  |

## Razvrstitev po klasifikacijah
| Etapa  | Zmagovalec          | Rožnata majica · | Vijolična majica · | Zelena majica ·   | Modra majica · | Ekipno po času   | Ekipne po točkah |
| ------ | ------------------- | ---------------- | ------------------ | ----------------- | -------------- | ---------------- | ---------------- |
| P      | Brett Lancaster     | Brett Lancaster  | brez               | brez              | brez           | Fassa Bortolo    | brez             |
| 1      | Paolo Bettini       | Paolo Bettini    | Paolo Bettini      | Thorwald Veneberg | Sven Krauß     | Liquigas-Bianchi | Davitamon–Lotto  |
| 2      | Robbie McEwen       | Robbie McEwen    | Robbie McEwen      | Thorwald Veneberg | Sven Krauß     | Liquigas-Bianchi | Davitamon–Lotto  |
| 3      | Danilo di Luca      | Paolo Bettini    | Robbie McEwen      | Dario Cioni       | Sven Krauß     | Liquigas-Bianchi | Liquigas-Bianchi |
| 4      | Luca Mazzanti       | Paolo Bettini    | Paolo Bettini      | Dario Cioni       | Sven Krauß     | Liquigas-Bianchi | Liquigas-Bianchi |
| 5      | Danilo di Luca      | Danilo di Luca   | Danilo di Luca     | José Rujano       | Sven Krauß     | Liquigas-Bianchi | Liquigas-Bianchi |
| 6      | Robbie McEwen       | Paolo Bettini    | Robbie McEwen      | José Rujano       | Sven Krauß     | Liquigas-Bianchi | Davitamon–Lotto  |
| 7      | Koldo Gil           | Danilo di Luca   | Danilo di Luca     | Koldo Gil         | Sven Krauß     | Lampre-Caffita   | Liquigas-Bianchi |
| 8      | David Zabriskie     | Danilo di Luca   | Danilo di Luca     | Koldo Gil         | Sven Krauß     | Liquigas-Bianchi | Liquigas-Bianchi |
| 9      | Alessandro Petacchi | Danilo di Luca   | Danilo di Luca     | Koldo Gil         | Sven Krauß     | Liquigas-Bianchi | Liquigas-Bianchi |
| 10     | Robbie McEwen       | Danilo di Luca   | Robbie McEwen      | Koldo Gil         | Sven Krauß     | Liquigas-Bianchi | Davitamon–Lotto  |
| 11     | Paolo Savoldelli    | Ivan Basso       | Robbie McEwen      | José Rujano       | Sven Krauß     | Liquigas-Bianchi | Davitamon–Lotto  |
| 12     | Alessandro Petacchi | Ivan Basso       | Robbie McEwen      | José Rujano       | Sven Krauß     | Liquigas-Bianchi | Davitamon–Lotto  |
| 13     | Iván Parra          | Paolo Savoldelli | Paolo Bettini      | José Rujano       | Sven Krauß     | Liquigas-Bianchi | Davitamon–Lotto  |
| 14     | Iván Parra          | Paolo Savoldelli | Danilo di Luca     | José Rujano       | Sven Krauß     | Liquigas-Bianchi | Liquigas-Bianchi |
| 15     | Alessandro Petacchi | Paolo Savoldelli | Paolo Bettini      | José Rujano       | Paolo Bettini  | Liquigas-Bianchi | Davitamon–Lotto  |
| 16     | Christophe Le Mével | Paolo Savoldelli | Paolo Bettini      | José Rujano       | Paolo Bettini  | Liquigas-Bianchi | Davitamon–Lotto  |
| 17     | Ivan Basso          | Paolo Savoldelli | Paolo Bettini      | José Rujano       | Stefano Zanini | Liquigas-Bianchi | Davitamon–Lotto  |
| 18     | Ivan Basso          | Paolo Savoldelli | Paolo Bettini      | José Rujano       | Stefano Zanini | Liquigas-Bianchi | Davitamon–Lotto  |
| 19     | José Rujano         | Paolo Savoldelli | Paolo Bettini      | José Rujano       | Stefano Zanini | Liquigas-Bianchi | Davitamon–Lotto  |
| 20     | Alessandro Petacchi | Paolo Savoldelli | Paolo Bettini      | José Rujano       | Stefano Zanini | Liquigas-Bianchi | Davitamon–Lotto  |
| Skupaj | Skupaj              | Paolo Savoldelli | Paolo Bettini      | José Rujano       | Stefano Zanini | Liquigas-Bianchi | Davitamon–Lotto  |

## Končna razvrstitev
| Legenda | Legenda                                  | Legenda | Legenda                                       |
| ------- | ---------------------------------------- | ------- | --------------------------------------------- |
|         | Predstavlja vodilnega v skupnem seštevku |         | Predstavlja vodilnega v razvrstitvi Intergiro |
|         | Predstavlja vodilnega po točkah          |         | Predstavlja vodilnega v gorski razvrstitvi    |